# Samuel Foster
Samuel Foster a fost un matematician și astronom englez din secolul al XVII-lea, cunoscut pentru observațiile efectuate asupra unor eclipse de Soare și de Lună.
Nu se cunosc prea multe amănunte biografice.
Se știe că a murit în 1652.
Studiile le-a parcurs la Colegiul din Cambridge.
A fost profesor de astronomie la Colegiul Gresham.

## Scrieri
- Misscelanies, or mathematical lucubration of Mr. Samuel Foster, lucrare publicată de John Turysden;
- 1624: The Description and use of a small portable Quadrant for more easy finding of the hour of azimuth;
- 1652: Posthuma Fosteri, containing the description of a Ruler upon which are inscribed scales;
- 1654: Four Treatises of Dialling, lucrare apărută post mortem.